# هرتسلاکه
هرتسلاکه (به آلمانی: Herzlake) یک شهر در آلمان است که در Herzlake واقع شده‌است. هرتسلاکه ۴٬۱۳۶ نفر جمعیت دارد.